# Carpa (circo)

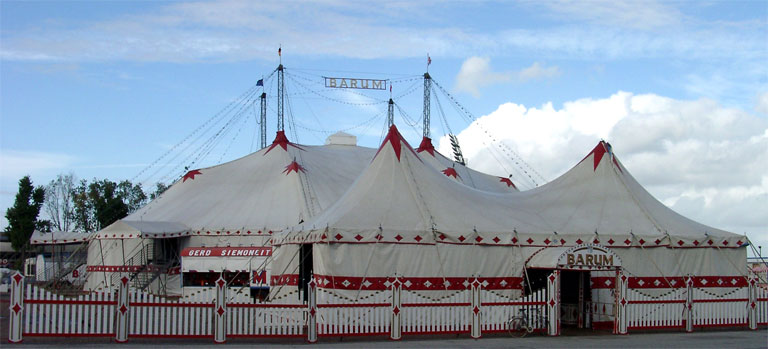
Una carpa para eventos

Una carpa (del quechua karpa) es un toldo de grandes dimensiones usado como un edificio temporal.
Por muchos años han sido usadas en circos para albergar al público asistente y al espectáculo en sí: también se usan en otro tipo de espectáculos, ferias, banquetes, bodas grandes o acontecimientos de índole hospitalaria, para enfrentar catástrofes u otros desastres (tienda de hospital de campaña). En América, es el término utilizado comúnmente para denominar las tiendas de campaña. En México, se utilizaron durante principios del siglo XX para funciones de teatro ambulante (véase carpas (teatro en México)).
Tradicionalmente se elaboran de lona, usando polietileno o, para mayor resistencia, el PVC. Hay tiendas disponibles en varios tamaños: desde unos 6 metros hasta 9 o 45 metros. Su coste en general suele ser caro y requieren de un equipo especializado capaz de montar armar la carpa.